# Elisabeth Ohlson Wallin
Elisabeth Ohlson (28 de mayo de 1961 - 30 de octubre de 2024) fue una fotógrafa y artista sueca. En sus obras, a menudo fotografiaba a representantes del colectivo LGBT.

## Trayectoria
Ohlson, lesbiana, fue conocida por su exposición Ecce homo, que retrata a Jesús entre personas homosexuales y transgénero. Las escenas eran versiones modernas de historias del Nuevo Testamento, como Jesús montando en bicicleta en un desfile gay, en paralelo con la entrada triunfal de Jesús montado en un burro en Jerusalén. Con el trabajo, Ohlson quería recordarle a la gente que Jesús trabajó y ayudó a los marginados de la sociedad. Tuvo la idea cuando uno de sus amigos murió de SIDA a principios de la década de 1990.
La primera exposición Ecce Homo se celebró en Estocolmo en 1998. Más tarde se llevó a cabo una exposición en la Catedral de Uppsala que había sido aprobada por el arzobispo KG Hammar. Después Ecce Homo se exhibió por numerosos países. El 3 de octubre de 2012 se inauguró una exposición del Ecce Homo en Belgrado, Serbia. La exhibición tuvo que ser protegida por guardias de seguridad las veinticuatro horas del día, los siete días de la semana.
En 2019 expuso una versión multirracial y LGTBI del paraíso en la iglesia de San Pablo de Malmö. La sacerdote del templo, Sofia Tunebro instaló la obra en lugar de Adán y Eva en el altar de la iglesia, pero fue retirado por las críticas.
En mayo de 2023 expuso en el Parlamento Europeo una muestra que incluía una representación de Jesús acompañado de gays vestidos con atuendos de cuero vinculados al fetichismo BDSM. La exposición, ubicada en un área restringida del edificio del Parlamento, fue objeto de polémica.

## Reconocimientos
- En 2009, la asociación Humanists Sweden otorgó a Ohlson el premio Ingemar Hedenius por su humanismo secular.
- El Museo de Arte Eskilstuna realizó una retrospectiva de Ohlson en 2015, cubriendo su trabajo desde 1988 hasta 2012.